# Klub Generałów i Admirałów Rzeczypospolitej Polskiej

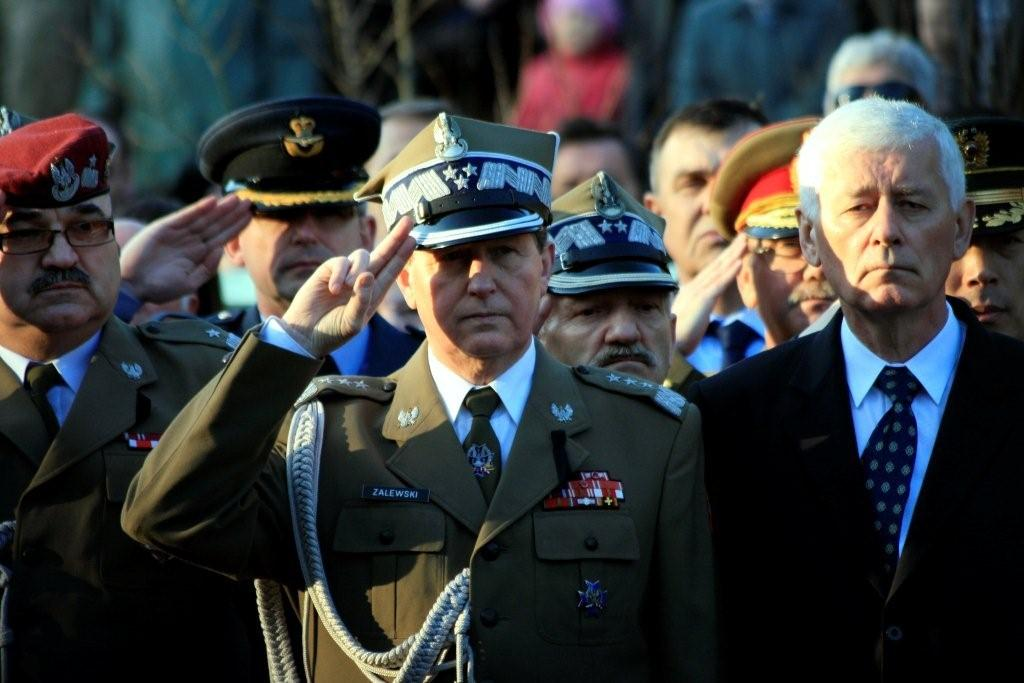
Były wiceprezes KGiA RP gen. broni w st. spocz. Zbigniew Zalewski (były dowódca Wojsk Lądowych) Zdj. z 2010

 Klub Generałów i Admirałów Rzeczypospolitej Polskiej  (KGiA RP) – stowarzyszenie środowiskowe samofinansujące się, dobrowolne i samorządne zrzeszenie, sformowane w 1996 i skupiające generałów i admirałów zarówno sił zbrojnych, jak i innych służb mundurowych będących w stanie spoczynku, w rezerwie, a także pełniących czynną służbę wojskową. Zrzesza członków zwyczajnych, honorowych i wspierających. Głównym celem klubu jest kultywowanie patriotyczno-historycznych tradycji Wojska Polskiego. Siedzibą władz naczelnych stowarzyszenia jest Warszawa.

## Historia Klubu
27 listopada 1996 powstało Stowarzyszenie pod nazwą Klub Generałów Wojska Polskiego, który został zarejestrowany w VII Wydziale Cywilnym i Rejestrowym Sądu Wojewódzkiego w Warszawie. W grupie założycieli Klubu był m.in. gen. bryg. pil. Stanisław Skalski oraz szef Sztabu Generalnego WP gen. broni Tadeusz Wilecki. Wybory Rady Klubu i Komisji Rewizyjnej odbyły się 17 grudnia 1996, gdzie prezesem został gen. broni pil. Roman Paszkowski. Klub prowadził  działalność w Klubie Warszawskiego Okręgu Wojskowego w pałacu Lubomirskich na placu „Za Żelazną Bramą”. W 1997  opracowano pierwszy Statut Klubu Generałów WP, a 1999 nową wersję, która obowiązywała do 2021, po czym została zmieniona w związku z reorganizacją Klubu oraz zmianą jego nazwy. 7 września 1998 na prezesa Klubu wybrano gen. dyw. Mieczysława Dębickiego, a 19 marca 2001 prezesem został na gen. dyw. Roman Misztal. Od czerwca 2001 do września 2004 prezesem był gen. dyw. Mieczysław Dachowski. 6 kwietnia 2004 Klub podpisał porozumienie o współpracy z Ministrem Obrony Narodowej, wraz z aneksem do tej umowy podpisany 15 września 2005.  Od września 2004 prezesem był  gen. dyw. Franciszek Puchała, wiceprezesami Rada Główna Klubu Generałów WP wybrała gen. broni Zbigniewa Zalewskiego i gen. dyw. Zdzisława Graczyka. 21 stycznia 2005 Klub został wpisany do Krajowego Rejestru Sądowego (pod numerem 0000225889). 24 listopada 2004 na posiedzeniu plenarnym omówiono i zaakceptowano podstawowe dokumenty i treści działalności Klubu w latach 2005–2007. W styczniu 2005 Klub odbył wizytę studyjną w AON i Departamencie Kadr i Szkolnictwa. 
W lutym 2005 zostało zorganizowane spotkanie w Sztabie Generalnym WP z jego szefem gen. Czesławem Piątasem. 15 września 2005 podsekretarz stanu w ministerstwie obrony narodowej Maciej Górski i prezes Klubu gen. dyw. Franciszek Puchała podpisali aneks do porozumienia z 6 kwietnia 2004 o współpracy pomiędzy MON i dziesięcioma organizacjami pozarządowymi, skupiającymi byłych żołnierzy zawodowych. W sierpniu 2006 w Warszawie i Zegrzu odbyły się obchody X-lecia istnienia Klubu, w których uczestniczył m.in. gen. armii Wojciech Jaruzelski. 5 sierpnia 2006 wieniec na Grobie Nieznanego Żołnierza w Warszawie z okazji X-lecia Klubu złożyła delegacja w składzie: gen. armii Florian Siwicki, gen. broni Tadeusz Szaciło, gen broni Zbigniew Zalewski, gen. dyw. Franciszek Puchała oraz gen. dyw. Wacław Szklarski.
31 marca 2007 minister obrony narodowej Aleksander Szczygło wypowiedział jednostronnie porozumienie z Klubem i dopiero 18 września 2013 zostało podpisane nowe. Od 10 września 2007 do 28 listopada 2019 prezesem był gen. bryg. pil. w st. spocz. Roman Harmoza. Za jego działalności podpisano wiele porozumień. Rozwijano także współpracę z innymi organizacjami pozarządowymi, w tym z klubami generałów innych służb mundurowych – Policji, Straży Granicznej i Państwowej Straży Pożarnej. 

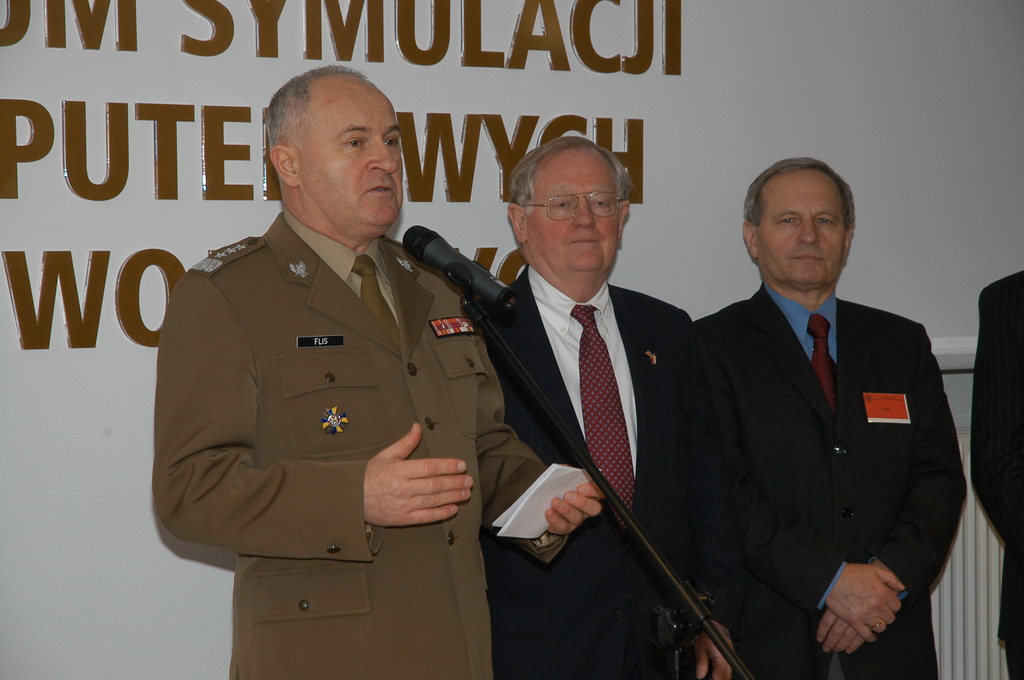
W latach 2016–2019 zastępcą prezesa Klubu Generałów WP był gen. broni Józef Flis - były I zastępca szefa Sztabu Generalnego WP

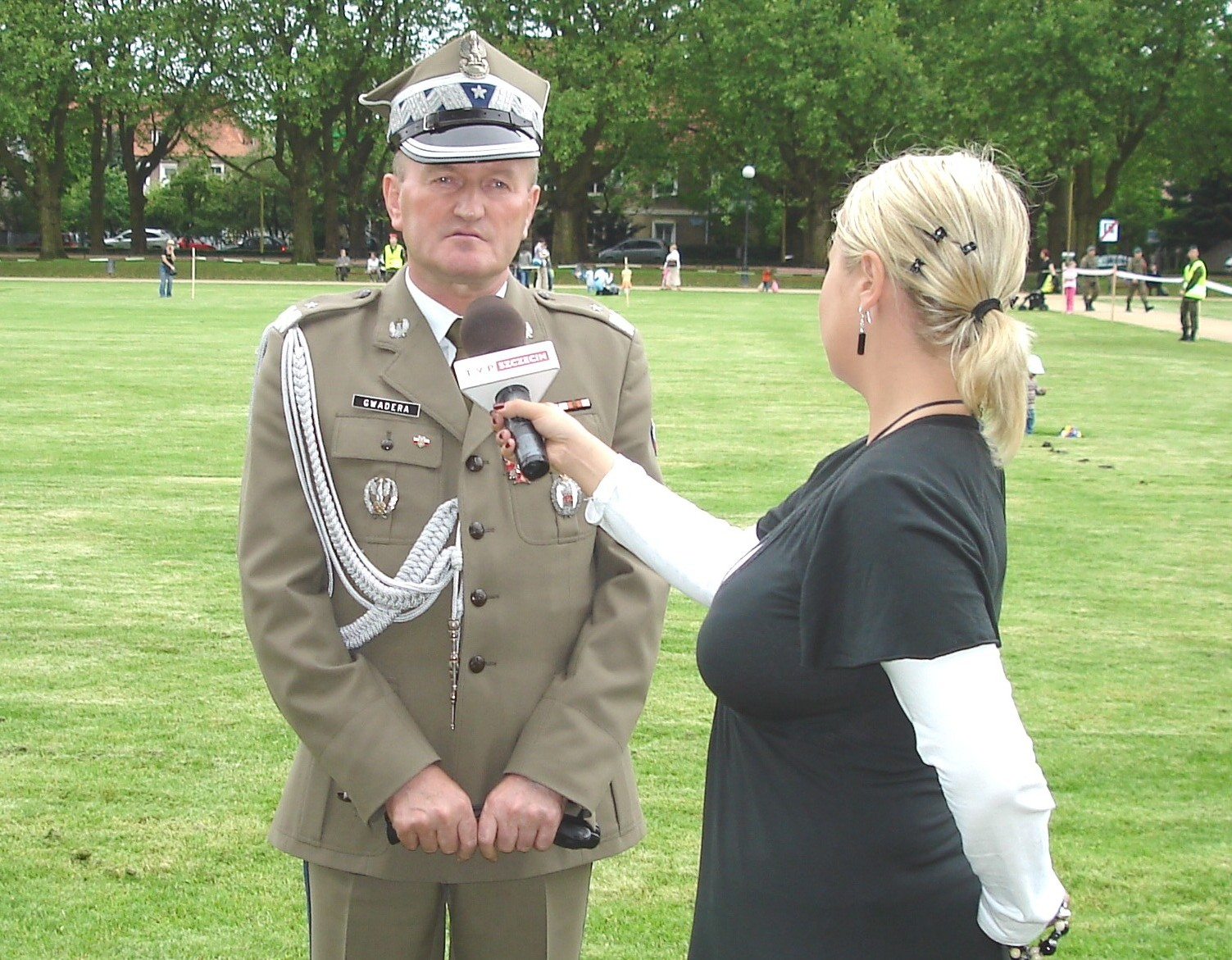
O. Szczecin-gen. bryg. Andrzej Gwadera

W kwietniu 2011 Klub liczył 79 członków. Średnia wieku członków Klubu wynosiła 75 lat. Kolejnych 40 członków skupiały oddziały terenowe w Bydgoszczy (przewodniczący gen. dyw. Zbigniew Blechman) oraz grupy we Wrocławiu (przewodniczący gen. dyw. Marian Mainda) i w Krakowie (przewodniczący gen. dyw. Zenon Bryk). 
W lutym 2012 delegacja Klubu Generałów WP spotkała się z szefem Sztabu Generalnego WP generałem Mieczysławem Cieniuchem. 19 marca 2012 minister obrony narodowej Tomasz Siemoniak uczestniczył w spotkaniu z delegacją Klubu Generałów WP podczas którego poruszono kwestie związane z obecnym i przyszłym kształtem Sił Zbrojnych RP, polskim systemem bezpieczeństwa oraz możliwościami współpracy między Ministerstwem Obrony Narodowej, a Klubem Generałów WP. Ministrowi Tomaszowi Siemoniakowi towarzyszył jego radca, gen. broni w st. spocz. Waldemar Skrzypczak. W skład delegacji Klubu Generałów WP, oprócz jego prezesa gen. bryg. pil. w st. spocz. Romana Harmozy, wchodzili: gen. broni w st. spocz. Zbigniew Zalewski, gen. broni pil. w st. spocz. Jerzy Gotowała, gen. broni pil. w st. spocz. Ryszard Olszewski, gen. broni w st. spocz. Józef Flis oraz gen. dyw. w st. spocz. Jerzy Słowiński. W roku 2012 Klub zrzeszał 79 generałów w Warszawie, 22 – w okręgu bydgoskim, 12 – we wrocławskim i 8 – w krakowskim. 13 lutego 2013 minister obrony narodowej Tomasz Siemoniak spotkał się z przedstawicielami Klubu Generałów WP, obecny był także podsekretarz stanu w MON Waldemar Skrzypczak. 
18 września 2013 minister obrony narodowej Tomasz Siemoniak podpisał porozumienie z Klubem Generałów W, który reprezentował prezes gen. bryg. pil. w st. spocz. Roman Harmoza zobowiązując się do działalności związanej z historią, tradycją i patriotyzmem, do promowania wiedzy o armii, brać udział w oficjalnych uroczystościach wojskowych i państwowych, opiekować się pomnikami i miejscami pamięci narodowej. Cele porozumienia obejmowały
m.in.: kultywowanie tradycji oręża polskiego, promocję służby wojskowej, rozwijanie wśród młodzieży zainteresowania zawodem żołnierza, kształtowanie wśród społeczeństwa postaw proobronnych oraz poszanowania czci, godności i honoru żołnierzy SZ RP. 19 września 2013 w Belwederze odbyło się spotkanie członków Klubu z prezydentem RP Bronisławem Komorowskim, w którym wzięło udział 54 generałów. Podczas spotkania gen. bryg. w st. sp. pil. Roman Harmoza wskazał, że stowarzyszenie nie jest organizacją polityczną, nie ma wśród Klubu nikogo, kto prowadził działalność antypaństwową, natomiast jest kilku generałów, którzy w 1981 wykonywali zadania dotyczące planowania stanu wojennego, jednak decyzji politycznych nie podejmowali, bo nie było to zadaniem wojska. 13 maja 2015 dowódca Centrum Operacji Morskich – Komponentu Morskiego wiceadmirał dr Stanisław Zarychta był organizatorem spotkania, gdzie przyjął delegatów Klubu Generałów WP (oddział Bydgoski). W spotkaniu uczestniczyli m.in.: gen. dyw. w st. spocz. Zbigniew Blechman, gen. dyw. pilot w st. spocz. Kazimierz Dziok, gen. bryg. w st. spocz. Kazimierz Wilczewski i inni. 
18 i 19 maja 2016 odbyły się obchody XX–lecia Klubu. W dniu 8 listopada 2018 obchodził 100 rocznicę Odzyskania Niepodległości przy Grobie Nieznanego Żołnierza został odczytany Apel Generałów RP, skierowany do naczelnych władz państwowych oraz żołnierzy i funkcjonariuszy wszystkich służb mundurowych podpisany przez ponad 200 generałów różnych formacji. 28 listopada 2019 prezesem został gen. dyw. w st. spocz. Jerzy Słowiński. W 2020 Klub został przemianowany na Klub Generałów i Admirałów Rzeczypospolitej Polskiej. Siedzibą Klubu pozostały Aleje Ujazdowskie 6a w Warszawie. 1 listopada 2020 Klub wydał tzw. apel generałów i admirałów w stanie spoczynku, który podpisało 240, w związku z napiętą sytuacją społeczną w Polsce. 30 września 2021 odbyło się Nadzwyczajne Walne Zebranie członków Klub Generałów i Admirałów Rzeczypospolitej Polskiej podczas którego odbyło się spotkanie z liderem „Polski 2050” Szymonem Hołownią. 8 października 2021 zostały zorganizowane obchody XXV–lecia Klubu, które odbyły się w Auli Kryształowej SGGW. 13 października 2023 Klub wydał stanowisko wobec dymisji szefa SG WP i Dowódcy Operacyjnego RSZ. 1 kwietnia 2024 zmarł członek Klubu gen. bryg. w st.spocz. Alfons Kupis, uroczystości pogrzebowe odbyły się 9 kwietnia br. na Cmentarzu Komunalnym Północnym w Warszawie, w których uczestniczyła delegacja Klubu, w tym gen. dyw. w st. spocz. Franciszek Puchała, obecny był dyrektor Muzeum WP gen. dyw. w st. spocz. Bogusław Pacek.

## Struktura, charakterystyka, zadania

### Struktura Klubu
Klub Generałów i Admirałów Rzeczypospolitej Polskiej składa się z następujących Oddziałów i Grup:
- Oddział Terenowy Szczecin
- Lubuski Oddział Terenowy
- Oddział Terenowy Bydgoszcz (nie ma charakteru sformalizowanego)
- Oddział Terenowy Wrocław (nie ma charakteru sformalizowanego)
- Oddział Terenowy Kraków (nie ma charakteru sformalizowanego)

### Charakterystyka, zadania i działalność
Klub Generałów i Admirałów Rzeczypospolitej Polskiej zrzesza byłych generałów. Zadaniami stowarzyszenia jest:
- popularyzowanie patriotycznych tradycji Polskich sił zbrojnych;
- współpraca z MON, Sztabem Generalnym WP, z kombatantami, z paramilitarnymi organizacjami społecznymi;
- integrowanie środowiska byłych i obecnych żołnierzy wokół spraw obronnych państwa Polskiego oraz tradycji walki narodu Polskiego o wolność, niepodległość i suwerenność;
- prowadzenie działalności publicznej, w szczególności w zakresie: 
  - pomocy społecznej, w tym pomocy rodzinom i osobom w trudnej sytuacji życiowej
  - działalności charytatywnej,
  - ochrony i promocji zdrowia,
  - podtrzymywania tradycji narodowej, pielęgnowania polskości,
  - rozwoju świadomości: narodowej, obywatelskiej i kulturowej
  - działania na rzecz osób niepełnosprawnych,
  - nauki, edukacji, oświaty i wychowania,
- wspomagania rozwoju wspólnot i społeczności lokalnych;
- ochrony dóbr kultury i sztuki;
- działań na rzecz integracji europejskiej oraz rozwijania kontaktów i współpracy między społecznościami;
- działania na rzecz środowiska wojskowego;
- przejawianie troski o członków klubu oraz ich rodzin;
- występowanie w obronie żołnierzy w przypadku naruszenia ich honoru i godności.

## Aktualne władze Klubu

### Zarząd Klubu
W skład Zarządu Klubu Generałów i Admirałów Rzeczypospolitej Polskiej kadencji X wchodzą:
- gen. dyw. w st.spocz. Jerzy Słowiński – prezes (2022-obecnie)
- gen. bryg. w st.spocz. Władysław Saczonek – zastępca prezesa (2022-obecnie)
- gen. broni dr w st.spocz. Anatol Wojtan – sekretarz (2022-obecnie)
- gen. broni pil. dr w st.spocz. Sławomir Dygnatowski – skarbnik (2022-obecnie)
- wiceadmirał w st.spocz. Marek Toczek – członek (2022-obecnie)

### Komisja Rewizyjna
W skład Komisji Rewizyjnej Klubu Generałów i Admirałów Rzeczypospolitej Polskiej X kadencji wchodzą:
- gen. dyw. w st.spocz. Jarosław Bielecki – przewodniczący (2022-obecnie)
- gen. bryg. dr st.spocz. Władysław Skrzypek – sekretarz (2022-obecnie)
- gen. bryg. w st.spocz. Leszek Ulandowski – członek (2022-obecnie)

## Byli Prezesi, Wiceprezesi, Honorowi członkowie Klubu

### Prezesi Klubu
W latach od 1996 do 2024 prezesami Klubu byli:
- gen. broni w st. spocz. pil. Roman Paszkowski – (1996-1998)
- gen. dyw. w st. spocz. Mieczysław Dębicki – (1998-2001)
- gen. dyw. w st. spocz. Roman Misztal – (2001)
- gen. dyw. w st. spocz. Mieczysław Dachowski – (2001-2004)
- gen. dyw. w st. spocz. Franciszek Puchała – (2004-2007)
- gen. bryg. w st. spocz. pil. Roman Harmoza – (2007-2019)
- gen. dyw. w st. spocz. Jerzy Słowiński – (2019-obecnie)

### Wiceprezesi Klubu
- gen. dyw. w st. spocz. pil.  Henryk Pietrzak - (1996-1997)
- gen. dyw. w st. spocz. Mieczysław Dębicki - (1997-1998)
- gen. dyw. w st. spocz. Roman Misztal - (1997-2001)
- gen. dyw. w st. spocz. Zbigniew Blechman - (1998-2004)
- gen. dyw. w st. spocz. Jan Światowiec - (1999-2001)
- gen. dyw. w st. spocz. Zdzisław Graczyk - (2001-2007)
- gen. broni w st. spocz. Zbigniew Zalewski - (2004-2007)
- gen. bryg. w st. spocz. Henryk Mika - (2007-2013)
- gen. bryg. w st. spocz. Andrzej Lewandowski - (2010-2016)
- gen. dyw. w st. spocz. Jerzy Słowiński - (2013-2016)
- gen. broni w st. spocz. Józef Flis - (2016-2019)
- gen. bryg. w st. spocz Ryszard Żuchowski - (2016-2019)
- gen. bryg. w st. spocz. Władysław Saczonek - (2019-obecnie)

### Sekretarze Rady Klubu
- gen. bryg. w st. spocz. Marian Wróblewski - (1996-1997)
- gen. bryg. w st. spocz. Stanisław Brodziński - (1997-2004)
- gen. bryg. w st. spocz. Marian Oleksiak - (2004-2007)
- gen. bryg. w st. spocz. Leszek Ulandowski - (2007-2016)
- gen. bryg. w st. spocz. Henryk Porajski - (2016-2020)
- gen. dyw. w st. spocz. Janusz Lalka - (2020-2022)
- gen. broni w st. spocz. Anatol Wojtan - (2022-obecnie)

### Przewodniczący Komisji Rewizyjnej
- gen. dyw. w st. spocz. Zdzisław Graczyk - (1996-1997)
- gen. bryg. w st. spocz. Romuald Królak - (1997-2001)
- gen. bryg. w s. spocz. Władysław Jura - (2001-2004)
- gen. bryg. w st. spocz. Kazimierz Leśniak - (2004-2007)
- gen. dyw. w st. spocz. Apoloniusz Golik - (2007-2010)
- gen. bryg. w st. spocz. Roman Pusiak - (2010-2019)
- gen. dyw. w st. spocz. Jarosław Bielecki - (2019- obecnie)

### Członkowie Klubu
Istnieją 3 kategorie członków Klubu: zwyczajni, wspierający i honorowi.
- Członkowie Zwyczajni Klubu

W 2011 w jubiluszowej publikacji z okazji XV-lecia organizacji wśród jej członków, którzy pełnili najwyższe stanowiska w MON, Sztabie Generalnym WP oraz w instytucjach równorzędnych,  a także na placówkach dyplomatycznych wymieniono generałów: Józefa Baryłę, Józefa Buczyńskiego, Jarosława Bieleckiego, Leszka Chyłę, Witolda Cieślewskiego, Andrzeja Ekierta, Józefa Flisa, Apoloniusza Golika, Bolesława Izydorczyka, Czesława Laszczkowskiego, Andrzeja Lewandowskiego, Henryka Mikę, Romana Misztala, Jerzego Modrzewskiego, Zbigniewa Nowaka, Mariana Oleksiaka, Ryszarda Olszewskiego, Franciszka Puchałę, Jana Sochę, Tadeusza Szaciłę, Henryka Szumskiego, Jana Światowca, Zbigniewa Zalewskiego, Zbigniewa Zieleniewskiego i Zygmunta Zielińskiego. Do Klubu należeli wciąż aktywni pracownicy nauki jak np. gen. bryg. prof. Lesław Dudek, gen. bryg. prof. Marian Daniluk, gen. bryg. prof. Jerzy Lewitowicz, gen. bryg. prof. Mieczysław Michalik i gen. dyw. prof. Jerzy Modrzewski. Seniorami Klubu byli: gen. bryg. Włodzimierz Kopijkowski (1919-2014), gen. dyw. Teodor Kufel (1920-2016), gen. bryg. Marian Ryba (1919-2018), gen. bryg. Piotr Przyłucki (1923-2014) oraz gen. dyw. Zbigniew Zieleniewski (1924-2017).
Od 1996 przez Klub przewinęło się stu kilkudziesięciu generałów i admirałów w stanie spoczynku, w tym między innymi (oprócz wymienionych już w artykule) gen. dyw. Julian Lewiński, gen. bryg. Walerian Sowa (skarbnik Klubu w latach 2004-2007), gen. bryg. Zdzisław Walczewski, a także nieżyjący już gen. dyw. w st. spocz. Tadeusz Hupałowski (1922-1999), gen. bryg. w st. spocz. pil. Andrzej Rybacki (1926-2002), gen. dyw. w st. spocz. Czesław Czubryt-Borkowski (1918-2006), gen. broni w st. spocz. dr Wojciech Barański (1926-2006), gen. broni w st. spocz. Antoni Jasiński (1927-2006), gen. bryg. w st. spocz. Jan Celek (1932-2007), gen. bryg. w st. spocz. Edward Dysko (1926-2009), gen. bryg. w st. spocz. Zdzisław Kwiatkowski (1924-2010), gen bryg. w st. spocz. Stanisław Czepielik (1943-2011), gen. broni w st. spocz. pil. Stanisław Targosz (1948-2013),  gen armii w st. spocz. Florian Siwicki (1925-2013),  gen. bryg. w st. spocz. Albin Żyto (1924-2013), gen. bryg. w st. spocz. Stanisław Stańko (1944-2014), gen. bryg. w st. spocz. pil. Jerzy Rakowski (1932-2015), gen. bryg. w st. spocz. dr hab. Norbert Michta (1923-2016), gen. bryg. w st. spocz. dr Zbigniew Jurewicz (1922-2016), gen. broni w st. spocz. Andrzej Tyszkiewicz (1949-2017), gen. bryg. w st. spocz. Henryk Andracki (1933-2019), gen. broni w st. spocz. Henryk Tacik (1949-2020), gen. broni w st. spocz. Edward Pietrzyk (1949-2021),  gen. bryg. w st. spocz. January Komański (1941-2021), gen. bryg. w st. spocz. dr Józef Szewczyk (1931-2022), gen. bryg. w st. spocz. pil. Mirosław Hermaszewski (1941-2022), gen. bryg. w st. spocz. Bolesław Matusz (1932-2022), gen. bryg. w st. spocz. Alfons Kupis (1940-2024) i wielu innych, .
Zgodnie z informacjami ze strony internetowej organizacji, w 2024 do Klubu należeli, oprócz wspomianych członków Zarządu Klubu X kadencji, m.in. gen. dyw. w st. spocz. prof. Bolesław Balcerowicz, gen. dyw. w st. spocz. Ireneusz Bartniak, gen. bryg. w st. spocz. Andrzej Danielewski, gen. bryg. w st. spocz. Stanisław Ferenz, gen. bryg. w st. spocz. Stanisław Filipiak, gen. broni w st. spocz. Józef Flis, gen. bryg. BOR w st. spocz. Mirosław Gawor, gen. bryg. w st. spocz. Brunon Herrmann, gen. bryg. w st. spocz. Janusz Jakubowski, gen. bryg. w st. spocz. pil. Tadeusz Kuziora, gen. broni w st. spocz. pil. Lech Majewski, gen. dyw. w st. spocz. Marek Mecherzyński, gen. bryg. w st. spocz. Janusz Paczkowski, gen. bryg. w st. spocz. Jerzy Paszkowski, gen. bryg. w st. spocz. Wojciech Petkowicz, gen. bryg. Służby Więziennej w st. spocz. Jan Pyrcak, gen. dyw. w st. spocz. Marek Samarcew, gen. dyw. w st. spocz.  Lech Stefaniak, gen. bryg. w st. spocz. Stanisław Świtalski, gen. bryg. w st. spocz. Marek Witczak, gen. bryg. w st. spocz. Jerzy Zatoński i inni.. Emerytowanych generałów WP i innych służb mundurowych zrzeszają także Oddziały Terenowe Klubu - Szczeciński i Lubuski. Członkami Oddziału Szczecińskiego są m.in. nadbrygadier Państwowej Straży Pożarnej w st. spocz. Henryk Cegiełka, gen. bryg. w st. spocz. Zbigniew Chruściński, gen. bryg. w st. spocz. Jan Dziedzic, gen. broni w st. spocz. Zdzisław Goral, gen. bryg. w st. spocz. Andrzej Gwadera, kontradmirał w st. spocz. Stanisław Kasperkowiak, kontradmirał w st. spocz. Jerzy Lenda, gen. bryg. w st. spocz. Marek Ojrzanowski, nadinspektor Policji w st. spocz. Wojciech Olbryś, gen. broni w st. spocz. Michał Sikora oraz nadinspektor Policji w st. spocz. Jerzy Stańczyk. W Oddziale Lubuskim działają natomiast m.in. gen. bryg. w st. spocz. Aleksander Bortnowski, gen. bryg. w st. spocz. Stanisław Butlak, gen. bryg. w st. spocz. Michał Jackiewicz, gen. dyw. w st. spocz. Wiesław Michnowicz, gen. bryg. w st. spocz. Andrzej Muth, gen. dyw. w st. spocz. Stanisław Nowakowicz, gen. bryg. w st. spocz. Zbigniew Szura.
W Oddziale bydgoskim Klubu w 2017 w skład Rady Oddziału wchodzili: gen. bryg. dr nauk med. Andrzej Wiśniewski (prezes), gen. bryg. Marian Dering (zastępca prezesa), gen. bryg. dr nauk med. Piotr Dzięgielewski (skarbnik), gen. bryg. Tadeusz Głowacki (sekretarz). W skład Komisji Rewizyjnej wchodzili natomiast gen. dyw. Andrzej Lelewski, gen. bryg. Krzysztof Mitręga oraz gen. bryg. Ryszard Wiśniewski.
- Członkowie Wspierający Klubu

W tym gronie znajdują się m.in. gen. dyw. w st. spocz. pil. Zbigniew Bielewicz, gen. dyw. w st spocz. Józef Chmiel, gen. dyw. w st. spocz. Bolesław Izydorczyk, gen. dyw. w st. spocz. Czesław Laszczkowski i gen. dyw. w st. spocz. Aleksander Poniewierka.

### Honorowi prezesi i honorowi członkowie Klubu
Honorowi prezesi i członkowie Klubu:
 Honorowi prezesi 
- gen. bryg. pil. w st.spocz. Roman Harmoza

 Honorowi członkowie 
- gen. broni w st. spocz. Lech Konopka
- gen. dyw. w st.spocz. Franciszek Puchała
- prof. dr hab. Marek Chmaj
- prof. dr hab. Michał Zasada
- prof. nauk medycznych Jerzy Szaflik
- prof. dr hab. nauk medycznych Maciej Gonciarz
- dr Andrzej Mochoń
- Zygmunt Dębiński (Bumar-Elektronika PIT-RADWAR)

## Kontrowersje polityczne i medialne
Klub Generałów i Admirałów Rzeczypospolitej Polskiej przez niektórych polityków i media był i jest oceniany jako kontrowersyjne stowarzyszenie, ze względu na fakt, że przez zdecydowaną większość czasu jego działalności, jego członkami byli wysocy rangą wojskowi okresu PRL, z kontrowersyjnymi biografiami. Wskazują dalej, że prezesami organizacji byli m.in. gen. dyw. Roman Misztal (szef wywiadu wojskowego w stanie wojennym), gen. dyw. Franciszek Puchała (planista stanu wojennego), zaś członkami Klubu m.in. gen. dyw. Teodor Kufel (wieloletni szef Wojskowej Służby Wewnętrznej), gen. broni Józef Baryła (były członek WRON) i gen. bryg. Józef Szewczyk (Naczelny Prokurator Wojskowy w okresie stanu wojennego). Krytycznie działalność Klubu Generałów i Admirałów została oceniona w 2013, gdy jego przedstawiciele zabiegali o asystę honorową na pogrzebie b. ministra obrony narodowej PRL gen. armii Floriana Siwickiego, dowódcy polskiego komponentu agresji zbrojnej armii Układu Warszawskiego na Czechosłowację w 1968 roku i jednego z głównych współpracowników gen. Wojciecha Jaruzelskiego. W 2013 i 2014 krytyka została podniesiona m.in. przez polityków oraz w niektórych mediach, gdy Klub podpisał porozumienie z MON. W prawicowych mediach zarzucano, że część członków Klubu działała we władzach centralnych PZPR i angażowała się we wprowadzanie stanu wojennego. Na konferencji prasowej o natychmiastowe zerwanie przez ministerstwo współpracy z klubem zaapelowali politycy Solidarnej Polski, w tym Patryk Jaki, który stwierdził, że podpisanie tej umowy gloryfikuje działalność zdrajców niepodległej Polski, podając nazwiska np. gen. Franciszka Puchały czy gen. Piotra Przyłuckiego, który w grudniu 1970 był zastępcą dowódcy Pomorskiego Okręgu Wojskowego, którego wojska pacyfikowały robotników na Wybrzeżu. 21 maja 2015 gazeta „Rzeczpospolita” informowała, że prezydent RP Bronisław Komorowski otrzymał poparcie w wyborach na Prezydenta RP od Klubu Generałów - organizacji, w której wśród członków klubu są także byli członkowie Wojskowej Rady Ocalenia Narodowego, w tym gen. Józef Baryła (autor książki "W marksizmie-leninizmie nasza siła"), a także zastępca gen. Wojciecha Jaruzelskiego, gen. broni Zbigniew Nowak.
W 2015 porozumienie ostatecznie zostało unieważnione zaraz po przejęciu władzy przez rząd Prawa i Sprawiedliwości. W 2022 dziennikarz „Rzeczpospolitej” Wiktor Ferfecki i Bartosz Kownacki wiceminister obrony narodowej za Antoniego Macierewicza, kontrowersyjnie, a zarazem bardzo krytycznie oceniali spotkanie lidera Polski 2050 Szymona Hołowni, a po nim z Włodzimierzem Czarzastym, lider polskiej lewicy, we wrześniu 2022 z rzecznikiem praw obywatelskich Marcinem Wiąckiem z Klubem Generałów i Admirałów RP. W 2019 i w 2022 portal internetowy Niezalezna.pl, o profilu konserwatywnym pisał krytycznie o spotkaniu z Klubem Generałów bez udziału mediów polityków PSL (Władysław Kosiniak-Kamysz, Jakub Stefaniak, Władysław Teofil Bartoszewski), w 2022 portal internetowy Niezalezna.pl przedstawił: 
cyt.: gościem specjalnym "czerwonej" generalicji – któremu podczas spotkania nadano tytuł Honorowego Członka Klubu Generałów – był konstytucjonalista prof. Marek Chmaj, w młodości członek Związku Socjalistycznej Młodzieży Polskiej i laureat ogólnopolskiego konkursu wiedzy o PZPR, potem m.in. członek rady nadzorczej kontrowersyjnej Fundacji Otwarty Dialog. 
4 maja 2023 dziennikarz „Rzeczpospolitej” Wiktor Ferfecki krytycznie opisał serię spotkań z opozycją, z Koalicją Obywatelską, które odbyły się w marcu 2023 (Tomasz Siemoniak, Borys Budka) z organizacją Klub Generałów i Admirałów Rzeczypospolitej Polskiej. 19 sierpnia 2023 polski portal internetowy Niezalezna.pl przedstawił Klub jako kontrowersyjny, skupiający w swych szeregach m.in. byłych komunistycznych aparatczyków w mundurach, który wystosował apel starając się w nim wskazać jak głosować w nadchodzących wyborach parlamentarnych 2023, napisał o programowych konsultacjach, które z generałami prowadzili politycy Platformy i Polski 2050.